# Esposa de Manoa

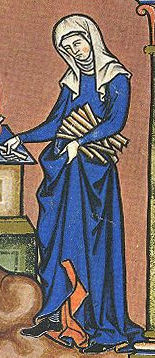
La mujer de Manoa en la Biblia Morgan.

La esposa de Manoa es un personaje sin nombre del Libro de los Jueces de la Biblia hebrea. Se la presenta en Jueces 13:2 como una mujer estéril. El ángel del Señor se le aparece y le dice que tendrá un hijo. En efecto, ello ocurre: la mujer da a luz a Sansón. 
La antigua tradición rabínica identifica a esta mujer con la Hazelelponi mencionada en 1 Crónicas 4:3. y el Talmud le da una variante de este nombre, Zelelponith (en hebreo: צללפונית). 
J. Cheryl Exum argumenta que la esposa de Manoa es más perspicaz que su marido, en el sentido de que "siente a la vez algo de otro mundo" sobre el hombre de Dios que la visita, y "reconoce un propósito divino detrás de la revelación". Bruce Waltke la considera cínica, señalando que, a diferencia de Ana, no reza por un niño ni alaba a Dios después.